# Monges agustinianes
Les monges agustinianes (en llatí Moniales Ordinis Sancti Augustini) són les monges de vida contemplativa que pertanyen al segon orde de Sant Agustí, com a branca femenina de l'orde. Com els homes, posposen al seu nom les sigles O.S.A.

## Història

### Orígens
L'orde remet el seu origen a les instruccions que Sant Agustí d'Hipona va escriure en una carta, la 221, l'any 423, a les monges d'Hippo Regius (Hipona), entre les quals hi havia la seva germana. Aquesta comunitat, que hauria seguit el germen de la Regla de Sant Agustí, seria la primera comunitat augustiniana.
Com en el cas dels homes, hi havia comunitats femenines que seguien aquesta regla. Es troben nombroses còdexs anteriors al 1400 amb versions de la Regla adaptades per a monges, la qual cosa implica que hi havia comunitats femenines que la feien servir. Eren comunitats separades que no formaven part de cap orde religiós, posades sota la jurisdicció directa d'un bisbe.
Algunes comunitats, a més, treballaven en l'assistència a malalts, formant comunitats conventuals hospitalàries com les Agustines de l'Hôtel-Dieu de París, les Agustines de Cambrai o d'Arras, o les Agustines de la Misericòrdia de Jesús (fundades al segle xiii a Dieppe).

### Primers monestirs femenins de l'Orde de Sant Agustí
- Per a la història de l'orde, vegeu: Orde de Sant Agustí#Història

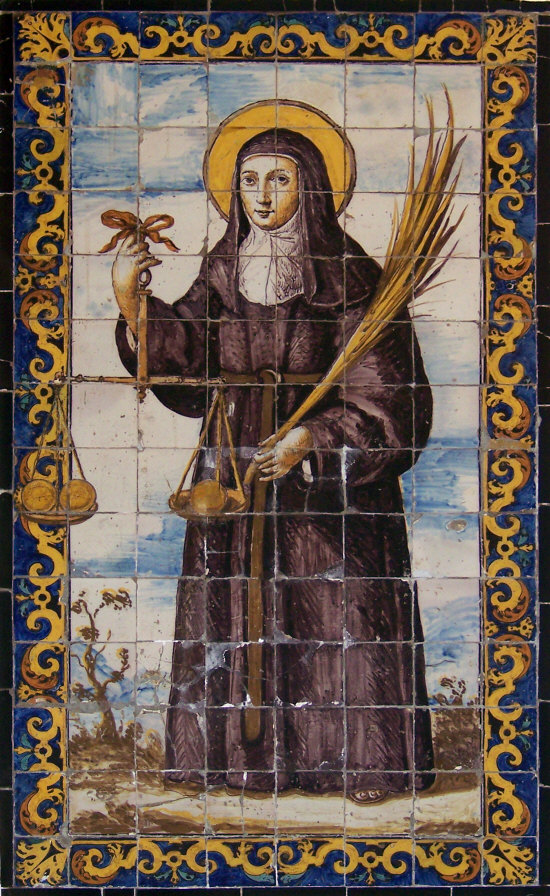
Plafó ceràmic amb Clara de Montefalco, ca. 1670, mostrant l'hàbit de les agustines (Sevilla, Museo de Bellas Artes).

L'Orde de Sant Agustí, com a orde mendicant, no es va constituir fins al 1256. Només uns anys després trobem les primeres notícies relatives a un monestir femení de l'orde augustinià, referides al convent d'Oberndorf, a Württemberg, incorporat a l'orde per decisió del capítol provincial agustí alemany per un acte del 27 de maig de 1264. Segurament, ja n'hi havia comunitats femenines anteriors que seguien la Regla de Sant Agustí o tenien com a directors espirituals els frares de l'Orde de Sant Agustí.
Durant els segles següents, altres monestirs i comunitats van anar adherint-se a l'Orde de Sant Agustí, prenent-ne la regla i la direcció espiritual dels frares, però mantenint-se independents entre si. Només el 1401, Bonifaci IX va concedir als Eremites de Sant Agustí la facultat de fundar comunitats de monges amb l'hàbit, regla i privilegis del seu orde, com ja havien fet els franciscans i els dominics. Les constitucions de l'orde de 1581 tenen un capítol dedicat a aquesta branca.

### Reformes
Al final del segle xvi i en el marc de les reformes observants de l'orde, es van fundar les Agustines Recol·lectes i les Agustines Descalces, que van tenir difusió a Espanya i Hispanoamèrica i van donar lloc a ordes autònoms.
En 1953, els convents italians es van agrupar en una confederació. Els convents espanyols pertanyen als ordes de recol·lectes i descalces.

## Activitat i difusió
Les monges agustines, a més de seguir la regla comuna, tenen constitucions adaptades. El 1971 van ser reformades d'acord amb el Concili Vaticà II. A més de la pregària contemplativa, algunes comunitats es dediquen a l'apostolat i l'ensenyament de les nenes o a la cura d'orfes.
Porten hàbit negre (o blanc, sobretot per a les activitats diàries) amb un cinyell negre de cuir.
El 1973 n'hi havia 83 monestirs d'observança ordinària: 29 en Itàlia, 46 en Espanya i 1 a Mèxic, Suïssa, Malta, Bolívia, Equador, Estats Units, Xile i Països Baixos; al final del 2005 eren 82 monestirs i 919 religioses.

## Germanes
No s'han de confondre amb altres congregacions religioses formades per germanes que segueixen la Regla de Sant Agustí i que no són de clausura; formen part de la família augustiniana, però no són monges agustines. Són, per exemple, les Germanes de Santa Rita, les Germanes de la Caritat del Verb Encarnat, les Germanes de la Mare de Déu del Consol, etc.